# Szeto-beltenger
A Szeto-beltenger (瀬戸内海 Szeto Naikai, a japán közbeszédben gyakran csak Beltenger, partvidékével együtt megnevezve Szetoucsi) az a víztömeg, amely Japán négy nagy szigetéből hármat, Honsút, Sikokut és Kjúsút elválasztja. A beltenger vízi útként is szolgál, amely összeköti a Csendes-óceánt a Japán-tengerrel. Összekapcsolódik az Oszakai-öböllel, ezzel biztosítva a tengeri szállítási kapcsolatot a Kanszai régió ipari központjaiba, beleértve Oszakát és Kóbét. Fő szállítási útvonal volt Kanszaj és Kjúsú között a Szanjó Fővonal (山陽本線 Szanjó-honszen) megépülése előtt.
Mind a Jamagucsi, Hirosima, Okajama, Hjógo, Oszaka, Vakajama, Kagava, Ehime, Tokusima, Fukuoka és Óita prefektúráknak vannak tengerparti részei a beltengeren.
A Szetoucsi-régió mérsékelt éghajlatáról ismert, egész évben stabil hőmérsékletével és viszonylag kevés csapadékszintjével. Híres még az egyes fitoplanktoncsoportok által okozott időszakos „vörös árapály”-airól (赤潮, akasio), amelyek nagy számú hal pusztulását eredményezik.
Az 1980-as évek óta a tenger északi és déli partjait a Honsú–Sikoku-híd-projekt három útja köti össze, beleértve a Nagy Szeto-hidat  (瀬戸大橋, Szeto óhasi), amelyen megengedett mind a vasúti, mind az autóforgalom.

## Földrajzi jellemzők
A Szeto-beltenger kelet-nyugati irányban 450 km hosszú. A szélessége déltől északra haladva 15 km-ről 55 km-re változik. A legtöbb helyen a víz viszonylag sekély. Átlagos mélysége 38 m, legmélyebb pontján 105 m mély.
Hidrológiai szempontból a Szeto-beltenger nem valódi belvízi tenger, mivel sem nem epikontinentális víztest mint a Hudson-öböl, sem nem izolált endorhein medence, mint a Kaszpi-tenger. (Epikontinentális tenger: olyan sekélytenger, amely a tengerelöntés során a szárazföld egy részét elárasztja.)  Valójában, inkább marginális tenger, amely egy szélesebb óceán (ebben az esetben a Csendes-óceán) felosztása, amelyet részben szigetek, szigetvilágok, félszigetek határolnak el a szomszédos vagy szélesen nyitott óceánoktól kezdve, egészen a felszínen lévő nyílt óceánokig. A Naruto-szoros (鳴門海峡, Naruto-kaikjó) összeköti a Szeto-beltenger keleti részét a Kii-csatornával (紀伊水道, Kii-szuidó) , amely viszont a Csendes-óceánhoz kapcsolódik. A Szeto-beltenger nyugati része a Kanmon-szoroson keresztül kapcsolódik a Japán-tengerhez, és a Bungo-csatornán keresztül pedig a Csendes-óceánhoz.
A Szeto-beltenger minden egyes részének külön neve van japánul. Például az Ijo-nada (伊予灘), ami az Ehime, Jamagucsi és Óita prefektúrák közötti szorosra utal. A tenger nyugati részén az Aki-nada (安芸灘) a Geijo-szigetektől  nyugatra fekvő nyílt terep, ami Hirosima prefektúra közelében fekszik, valamint a Szuó-nada (周防灘), ami a Jamagucsi prefektúra és a Szuó-imasima közötti kiterjedésre utal. A nagyobb szigetek között számos kisebb-nagyobb szoros található, amelyek a szigetek között haladnak át vagy a Szeto-beltengert kötik össze más tengerekkel, illetve a csendes-óceáni térséggel.
A Szeto-beltengerben közel 3000 sziget található, beleértve olyan nagyobb szigeteket is, mint az Avadzsi-sziget és a Sódo-sziget. A kisebb szigetek közül sok lakatlan.

## Nagyobb szigetek
- Keleti rész: Avadzsi-sziget, Sódo-sziget, Iesima-szigetek, Naosima-szigetek, Sivaku-szigetek.
- Központi rész:  Ómisima , Innosima, Icukusima (népszerű nevén Mijadzsima), Hinasze-szigetek, Kaszaoka-szigetek.
- Nyugati rész: Szuó-Ósima, Uvakai-szigetek, Hasira-dzsima-szigetek.

## Élővilág
A Szeto-beltengerben több mint 500 ismert tengeri állatfaj él. Néhány ilyen faj: az aju, az atlanti tőrfarkú rák, a rücskösfarkú disznódelfin és a fehér cápa, ami időnként az embereket is megtámadja a beltenger területén. Régen bálnák is megjelentek a területen élelemszerzés és szaporodás céljából, azonban a bálnavadászat és a szennyezés miatt mostanra teljesen eltűntek a beltenger területéről, kivéve egy-két alkalmanként arra tévedt példányt.

## Történelme
Az utolsó jégkorszak alatt a tenger szintje valószínűleg alacsonyabb volt a mainál. A jégkorszak után a tengervíz a Csúgoku-hegység és a Sikoku-hegység közötti medencébe ömlött, ezzel létrehozva a mai Szeto-beltengert.
Ősi időktől kezdve a Szeto-beltenger fő szállítási vonalként szolgált a partvonali területek között, beleértve azokat a területeket is, amiket ma Kanszai régiónak, illetve Kjúsúnak hívunk. Fő szállítási vonal volt Japán és más országok, köztük Korea és Kína között is. Még az olyan fő autópályák megépülése után is mint a Nankaidó (南海道) és a Szanjódó (山陽道), a beltenger megmaradt a fő szállítási útvonalnak. Léteznek feljegyzések, melyek szerint néhány külföldi (kínai és koreai) követ is hajózott a Szeto-beltengeren.
A vízforgalom jelentősége miatt a regionális hatalmaknak gyakran saját, magáncélú haditengerészetük volt. Sok dokumentumban ezeket a hajóflottákat szuigunnak (水軍) vagy szimplán csak kalózoknak nevezték. Előfordult, hogy állami ellenségnek tekintették őket, de az esetek többségében az erejük miatt önkormányzati jogokat biztosítottak nekik.
A 12. században Taira no Kijomori azt tervezte, hogy a fővárost Kiotóból Fukuhara (ma Kóbe) tengerparti falujába költözteti, hogy ezzel elősegítse a japán és a kínai Szung-dinasztia közötti kereskedelmet. Ez a költöztetés sikertelen volt, így nem sokkal később újra Kiotó lett a főváros.
A feudális időszak alatt a szuigun a legtöbb tengerparti területet hatalma alá vonta. Az Ijo tartományi (伊予国) Kono klán és az Aki tartományi Kobajakava klán (小早川氏) (később Móri) volt a két leghíresebb szuigun-úr.
Az Edo-korszakban az egyik legforgalmasabb közlekedési vonal Japánban a Szeto-beltenger volt. Ez egy navigációs útvonal volt a Japán szigetek körül, a Japán-tengeren keresztül. Sok hajó hajózott a part menti területektől a Japán-tenger felé. Nemcsak Kanszai és Kjúsú között volt fő közlekedési útvonal, hanem érintette Hokurikut, Tóhukut és Hokkaidót (ebben az időben Ezo) is. Az Edo-korszak főbb kikötői Oszaka, Szakai, Simocui, Usimado és Tomo no Ura voltak. A beltenger számos daimjó segítségére volt Japán nyugati részén abban, hogy teljesítse kötelezettségeit a szankin-kótai számára. Sokan erre a célra Oszakából induló hajókat használtak. A Szetón történő belvízi közlekedésnek köszönhetően Oszaka Japán gazdasági központja lett. Minden hannak volt egy irodája Oszakában, amiket ozakajasikinek hívtak. Ezek az ozakajasikik Japán legkorábbi banki formái közé tartoztak, melyek elősegítették a belföldi kereskedelmet és segítettek a daimjót jövedelmének megszervezésében, amely koku formájában történt.
A Szeto-beltenger része volt a hivatalos Csoszendencusi útvonalnak is, amelyen keresztül a koreai küldöttek a sógunátusba érkeztek.
A Meidzsi-restaurációt követően a beltenger menti parti városok gyorsan iparosodtak. A japán haditengerészet egyik székhelye Kure városa lett. A Meidzsi-korszak óta a szárazföldi közlekedés fejlesztése csökkentette a szetói belvízi közlekedés fontosságát. A figyelemre méltó szárazföldi közlekedési újítások közé tartozik a honsúi szanjói fő vasútvonal és a sikokui Joszan fő vasútvonal (mindkettő a második világháború előtt épült), valamint a Honsút és Sikokut összekötő három híd. A Szeto-beltengert a mai napig használják szállításra, azonban a nemzetközi teherszállítási vonal és a számos helyi közlekedési vonal miatt, amik összekötik Honsút, Sikokut és Kjúsút, egyre kevesebbet.

## Ipar
A Szeto-beltenger partjainál a jelentős ipari tevékenységgel rendelkező nagyvárosok közé tartozik Oszaka, Kóbe és Hirosima. Kisebb léptékű gyártás és ipar megtalálható még a Honsú-szigeti Kurasikiben, Kurében, Fukujamában és Ubében, valamint a Sikoku-szigeti Szakaidében, Imabariban és Niihamában. A főbb iparágak közé tartozik az acélgyártás, az autógyártás, a hajóépítés, a textilipar, valamint az 1960-as évek óta az olajfinomítás és a vegyipari termékek gyártása. A mérsékelt éghajlatnak és a gyönyörű tájnak, a halászatnak, a mezőgazdaságnak és a turizmusnak köszönhetően rengeteg jövedelem áramlik a térségbe.

## Szállítás
Napjainkban a Szeto-beltenger partjai elsősorban két célt szolgálnak: először is nemzetközi vagy belföldi fuvarozás, másodszor pedig a part menti területek és szigetek közötti tengeri szállítás. A fő kikötők Kóbe, Okajama, Takamacu, Tokusima, Macujama és Hirosima. A Honsú és a Sikoku sziget az 1980-as évek végétől három híddal van összekötve. Ezeket a hidakat együttesen Honsú–Sikoku-híd-projektnek is nevezik. A hidak nevei keletről nyugatra haladva: Akasi Kaikjó híd, Nagy Szeto híd és Nisiszeto gyorsforgalmi út. Másrészről, nincs olyan híd, ami összekötné Kjúsút valamelyik másik szigettel a Szeto-beltengeren keresztül.
Eredetileg a Szeto-beltenger közlekedési vonalként négy tengerparti területet szolgált ki: Kanszait, Csúgokut, Sikokut és kelet-Kjúsút. A Szeto-beltenger ezek közül mindegyik régiót helyi közlekedéssel látta el, valamint minden régiót összekapcsolt egy másikkal vagy éppen egy messze fekvő területtel, például a Japán-tenger partvidékével, Koreával és Kínával. Miután 1868-ban Kóbe kikötőjét megalapították a külföldi hajók kiszolgálására, a Szeto-beltenger jelentős nemzetközi vízi út lett a Csendes-óceáni térséghez.

## Főbb turisztikai helyszínek
A Szeto-beltenger partvidéke az egyik leghíresebb japán turisztikai célpont. A parti terület, Oszaka prefektúrát és Vakajama prefektúrát kivéve, 1934. március 16-tól egyike Japán három legnagyobb nemzeti parkjának, Szeto Naikai Nemzeti Park (瀬戸内海国立公園) néven. A Hacukaicsi  városában, Icukusima szigetén található Icukusimai szentély az egyik leghíresebb turisztikai helyszín Kiotó és Tokió mellett, valamint a Világörökség része. Ismert turisztikai helyszín még a Sódo-sziget, más néven az „olajbogyók szigete”, és a Narutó örvények. Sok látogatót vonzanak az olyan történelmi látványosságok is, mint például Takamacu, Kurasiki illetve Hirosima.